# 向陽町 (所沢市)
向陽町（こうようちょう）は、埼玉県所沢市の町名。丁目の設定されていない単独町名である。郵便番号は359-1103。

## 地理
西武新宿線新所沢駅の北西に位置する。岩岡町・北岩岡・北所沢町・緑町・榎町・青葉台・北中と隣接する。地区の東側は西武新宿線の線路に隣接し、地区内を埼玉県道50号所沢狭山線が南北に通っている。南側の（緑町との）町境には砂川堀用水路が流れている。

## 歴史

### 沿革
- 1974年（昭和49年）4月1日 - 町名変更の実施により大字上新井の北部が分離し、花園・北所沢町・向陽町となる[4]。

## 世帯数と人口
2017年（平成29年）9月30日現在の世帯数と人口は以下の通りである。
| 町丁   | 世帯数    | 人口    |
| ------ | --------- | ------- |
| 向陽町 | 1,457世帯 | 3,392人 |

## 交通

### 鉄道
- 西武鉄道・西武新宿線 - 地内東北縁を通る。地内に駅は設置されていない。

西武新宿線新所沢駅及び西武池袋線小手指駅が利用できる。

### バス
- 地内のバス停は「向陽町」「向陽ハイツ前」 - 市内循環ところバス 北路線

### 道路
- 埼玉県道50号所沢狭山線

## 小・中学校の学区
市立小・中学校に通う場合の学区（校区）は以下の通り
| 町丁   | 番・番地 | 小学校                       | 中学校             |
| ------ | -------- | ---------------------------- | ------------------ |
| 向陽町 | 北部     | 所沢市立西富小学校（岩岡町） | 所沢市立向陽中学校 |
| 向陽町 | 南部     | 所沢市立北小学校（緑町）     | 所沢市立向陽中学校 |

## 施設
- 所沢市立向陽中学校
- 私立向陽保育園[8]
- 西武鉄道南入曽変電所
- 向陽ハイツ（大型集合住宅）
- 向陽第1〜5公園

## 脚註